# Dăești
Dăești es una comuna ubicada en el distrito Vâlcea, Rumania.

## Superficie
Posee una superficie de 30,29 kilómetros cuadrados.

## Demografía
Hasta 2021 la población era de 2966 habitantes, con una densidad de población de 97,92 habitantes por kilómetro cuadrado.